# آيت شعو (تقي)
آيت شعو هي إحدى مشيخات المملكة المغربية، تتبع جغرافيا لعمالة أكادير إدا وتنان وإداريًا لتقي. يقدر عدد سكانها بـ 2918 نسمة حسب الإحصاء الرسمي للسكان والسكنى لسنة 2004.